# Валентин Катаев
Валентин Петрович Катаев (на руски: Валенти́н Петро́вич Ката́ев) е руски и съветски писател, драматург и поет, брат на писателя Евгений Петров, носител на няколко ордена, между които орден Ленин, герой на социалистическия труд, член на КПСС (от 1958).

## Биография
Незавършил гимназия, той се включва в бойните действия по време на Първата световна война. През 1922 година се мести в Москва и започва работа като журналист, като сътрудничи на няколко вестника.
Започва да публикува още през 1910 година. По време на Първата световна война публикува сатирични разкази и разкази за войната. По-късно започва да пише повести, пиеси и романи.

## По-известни произведения
- „Квадратурата на кръга“ (1928) – комедия, поставяна (от 1928)
- „Време, напред!“ (1932) – роман, филмиран (1965)
- „Самотна лодка се белее“ („Белеет парус одинокий“, 1936) – повест, филмирана (1937)
- „Аз съм син на трудовия народ“ (1937) – повест, филмирана, основа за театралната пиеса „Вървял войник от фронта“ и за операта „Семьон Котко“ (1939, либрето от В. Катаев и Сергей Прокофиев)
- „Синът на полка“ (1945) – повест, филмирана (1946), получава Сталинска премия (1946)

## Издания на български език
- Прахосници. Изъ живота на съвременна Русия. София: Право, 1928, 136 с.
- Аз, синът на трудовия народ. 1944, 176 с.
- Аз съм син на трудовия народ. Превод от руски език Атанас Далчев. София: Народна младеж, 1951, 106 с.
- Самотна лодка се белее. София: Народна култура, 1956, 264 с.
- Чифлик в степта. Превод от руски език Яню Стоевски. София: Народна младеж, 1957, 326 с.
- Зимният вятър. Варна: Държавно издателство, 1961, 226 с.
- Вълните на Черно море. Том 1-2. София: Народна младеж, 1963.
- Синът на полка. Превод от руски език Борис Светлинов. София: Народна младеж, 1970, 172 с.
- Сатирична проза. София: Народна култура, 1978, 198 с.
- Късчета живот, или вълшебният рог на Оберон. Превод от руски език Люба Мутафова. София: Отечество, 1983, 542 с.
- Юношески роман: Юношеският роман на моя стар приятел Саша Пчолкин, разказан лично от него. Пловдив: Христо Г. Данов, 1984, 286 с.